# Восемь Бессмертных

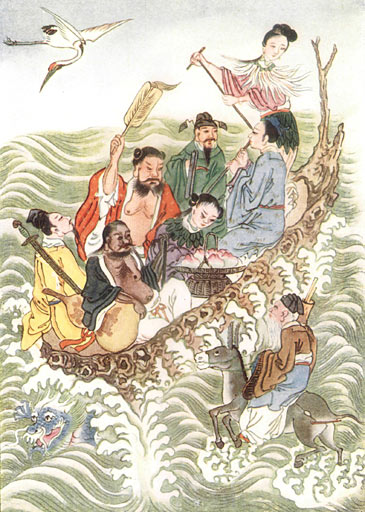
Восемь Бессмертных переплывают море. По часовой стрелке от кормы: Хэ Сяньгу, Хань Сянцзы, Лань Цайхэ, Ли Тегуай, Люй Дунбинь, Чжунли Цюань, Цао Гоцзю, снаружи Чжан Голао.

Восемь Бессмертных (кит. 八仙, Bā xiān) — восемь святых даосского пантеона. Восемь бессмертных часто изображаются на картинах как в храмах, так и в общественных местах, ресторанах и трактирах, пересекающими море на лодке.

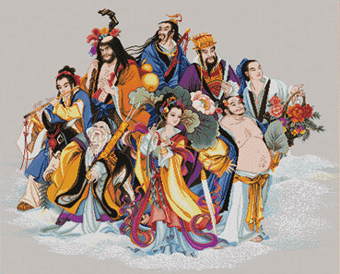
Восемь бессмертных

1. Люй Дунбинь (кит. 呂洞賓): Знаменитый даосский патриарх, изображается с магическим мечом, является также покровителем литературы и парикмахеров.
2. Ли Тегуай (кит. 李鐵拐): Врач и учёный, изображается с волшебной тыквой-горлянкой и железной клюкой; защитник больных, покровитель магов и астрологов.
3. Чжунли Цюань (кит. 鐘離權): Покровитель солдат. Изображается с опахалом и является обладателем эликсира бессмертия.
4. Хань Сян-цзы (кит. 韓湘子): Известен как племянник учёного Хань Юя времён династии Тан. Играет на флейте. Покровитель музыкантов.
5. Цао Гоцзю (кит. 曹國舅): Известен как представитель правящего клана времён династии Сун. Изображается с кастаньетами и с нефритовой дощечкой, дающей право входить в императорский двор. Покровитель актёров и мимов.
6. Чжан Голао (кит. 張果老): Является волшебником, его рисуют с бамбуковым барабаном и мулом. Покровитель стариков.
7. Лань Цайхэ (кит. 藍采和): Изображается как женщина или как мужчина с корзиной цветов. Покровитель(ница) торговцев цветами и садовников.
8. Хэ Сяньгу (кит. 何仙姑): Женщина с лотосовым цветком или корзиной цветов и с флейтой из персикового дерева. Покровительница домохозяек.

Тема восьми бессмертных достаточно популярна для китайской истории и культуры. Известны, например:
1. Восемь бессмертных из области Хуайнань, которые принимали участие в написании трактата Хуайнаньцзы.
2. Восемь бессмертных из провинции Сычуань в IV веке (Династия Цзинь), к которым относился в частности даосский патриарх Чжан Даолин.
3. «Восемь бессмертных» любителей вина — группа друзей, в число которых входили поэты Хэ Чжичжан и Ли Бо в начале династии Тан.
4. Восемь бессмертных Коммунистической партии Китая.

## В культуре
Восемь Бессмертных становились объектами множества художественных произведений: картин, скульптур, пьес и новелл. В том числе:
- «Особняк Юэян» (《岳陽樓》 yuè yáng lòu) Ма Чжиюаня (馬致遠 mǎ zhì yuǎn)